# GE Evolution Series
A linha Evolution Series é uma série de locomotivas diesel-elétricas construídas pela GE Transportation, projetadas para cumprir com os padrões de emissão da EPA emitidas em 2005. As primeiras unidades pré-produção foram construídas em 2003. As locomotivas da linha Evolution Series são equipadas com motores de tração AC ou DC, dependendo da preferência do cliente. Todas são motorizadas com a nova família de motores GE GEVO. As locomotivas que fazem parte da família são a GE ES44ACi, a GE ES43BBi e a GE ES58ACi.

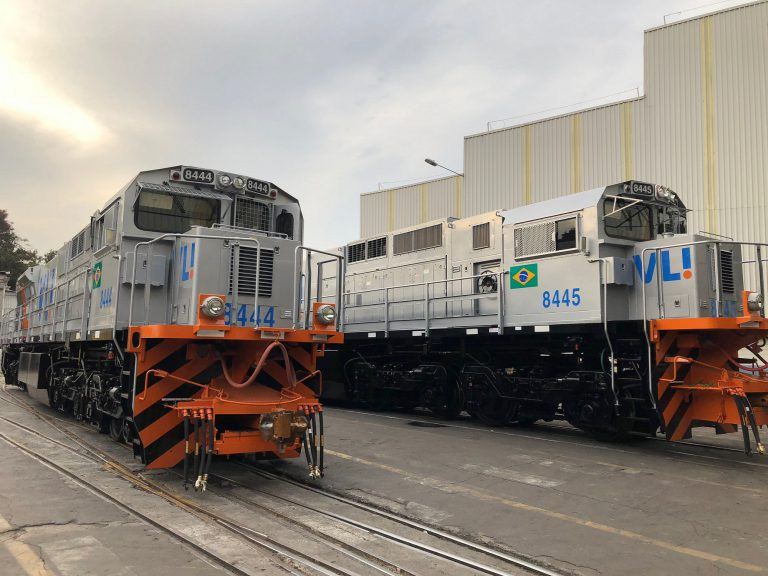
Dupla de GE ES43BBi da VLI Logística